# Alte Pinakothek
Alte Pinakothek er et kunstmuseum i kunstmuseumsområdet i München i Tyskland. Det er et af de ældste gallerier i verden, og det indeholder en vigtig samling gamle mestres malerier. Alte (gamle) refererer til perioden, som samlingen dækker - fra 1300-tallet til 1700-tallet. Neue Pinakothek, der blev genopført i 1981, dækker 1800-tallets kunst og Pinakothek der Moderne, som åbnede i 2002, udstiller moderne kunst. De tre gallerier er en del af Bayerische Staatsgemäldesammlungen, som er en organisation for Bayern.

## Gallery
Udvalgte værker:
- Giotto di Bondone, Christ on the Cross Between Mary and John, ca. 1300
- Albrecht Dürer, selvportræt, 1500
- Jacopo de' Barbari ca. 1440–før 1516, Still-Life with Partridge and Gauntlets, 1504
- Lorenzo Lotto, Mystic Marriage of Saint Catherine, 1506–08
- Raphael, Madonna Tempi, 1508
- Titian, Vanity, c. 1516
- Pieter Bruegel, The Land of Cockaigne, 1567
- Albrecht Altdorfer, The Battle of Issus, 1529
- Juan Pantoja de la Cruz, Infanta Isabella Clara Eugenia, 1599
- Peter Paul Rubens, Rubens and Isabella Brant in the Honeysuckle Bower, 1609
- Adam Elsheimer, The Flight into Egypt, c. 1609
- Anthony van Dyck, Self Portrait, ca. 1621
- Rembrandt van Rijn, The Sacrifice of Isaac, 1636
- Gerard ter Borch, The Flea-Catcher
- Murillo, Beggar Boys Eating Grapes and Melon, ca. 1645–1655
- François Boucher, Reclining girl (Marie-Louise O'Murphy, 1737–1818)
- François Boucher, Madame de Pompadour, 1756
- Jean-Honoré Fragonard, Girl with Dog, 1770–1775